# Спасо-Евфросиниевский монастырь
Спасо-Евфросиниевский монастырь (также Спасо-Евфросиньев монастырь) — ставропигиальный женский монастырь Белорусской православной церкви в Полоцке, один из древнейших и крупнейших центров православия на территории Беларуси.

## История
Основан святой княгиней Евфросинией Полоцкой в 1125 году, когда она поселилась возле Преображенского храма в Сельце. Со временем здесь были пострижены в монашество сестры преподобной Евфросинии: родная Евдокия (в миру Гордислава) и двоюродная Евпраксия (в миру Звенислава) — единственная дочь полоцкого князя Бориса Всеславича.
В 1161 году усердием св. преподобной Евфросинии был воздвигнут каменный Спасо-Преображенский храм — наилучшим образом сохранившийся памятник древнеполоцкого зодчества. Его строителем был зодчий Иоанн.
В этот храм преподобная Евфросиния в 1161 году пожертвовала золочёный напрестольный крест (Крест Евфросинии Полоцкой) с частицами мощей многих святых и Животворящего Креста Христова. Крест был вырезан местным мастером-ювелиром Лазарем Богшей.
В XIII веке крест был вывезен из Полоцка, однако снова возвращён в монастырь Иваном Грозным в 1563 году после успешной осады города.
В 1580 году монастырь после взятия Полоцка Стефаном Баторием был отдан иезуитам. В 1654 году возвращен в православие. В 1667 году снова попал в руки иезуитов, в ведении которых оставался до 1820 года.

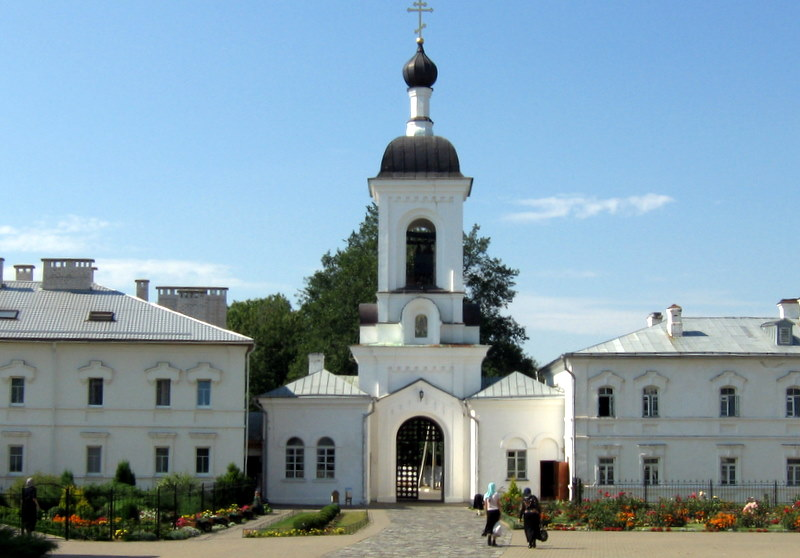
Звонница Спасо-Евфросиниевского монастыря

В 1820 году иезуиты были изгнаны из Полоцка, монастырь перешел в казну. В 1832 году монастырь был передан духовному ведомству и в 1840 году восстановлен. В 1841 году в Спасо-Преображенский собор был снова возвращён Крест Евфросинии Полоцкой.
В 1840-х годах древняя обитель была причислена к разряду первоклассных. В стенах монастыря разместилось Спасо-Евфросиниевское женское духовное училище. В 1847 году при игуменье Клавдии (Щепановской) была построена Евфросиниевская трапезная церковь. Согласно новым сведениям, тёплый храм Преподобной Евфросинии (Евфросиниевская трапезная церковь) был заложен 23 мая (4 июня) 1858 года.
Насельницы монастыря приняли под управление Свято-Успенский Тадулинский монастырь после того, как он в 1888 году был преобразован в женский.
В 1897 году при игуменье Евгении (Говорович) возведён монументальный пятиглавый Крестовоздвиженский собор, построенный по проекту архитектора В. Ф. Коршикова в неовизантийском стиле.
В 1921 году монастырь был закрыт, крест реквизирован и в 1928 году перевезен в Минск, в 1929 — в Могилёв. В 1941 году во время Великой Отечественной войны Крест Евфросинии Полоцкой бесследно исчез и до сих пор не найден.

## Настоятельницы
- Преподобная Евфросиния, княжна Полоцкая († 23 мая / 5 июня 1173)
- Игумения Евдокия (родная сестра преподобной Евфросинии), княжна Полоцкая († конец XII века)
- Игумения Параскева (Параскевия), княжна Полоцкая († 1239)
- Игумения Ульяния (Ульяна) (упоминается в 1552 и 1580 годах)
- Игумения Акилина (Окулина) († 10 / 23 декабря 1577)
- Игумения Наталия († конец XVI века)
- Игумения Иннокентия (Кулешова) (1841)
- Игумения Евфросиния (Дехтярева) (1842—1843)
- Игумения Клавдия (Щепановская) (1843—1854)
- Игумения Евфросиния (Сербинович) (1854—1878)
- Игумения Евгения (Говорович) (1878—1900)
- Игумения Олимпиада (1900—1903)
- Игумения Евфросиния (Сладкевич) (1904—1905)
- Схиигумения Илариона (Черных) (1905—1910)
- Монахиня Ангелина (Петроченко) (1911—1913)
- Игумения Елена (Волкова) (1913—1928) (?)
- Игумения Анания (Трофимова (?)
- Игумения Елевферия (Новикова) (194(?)—1959)
- Схиигумения Евфросиния (Максимчук) (1991—1995)
- Монахиня Наталия (Скиндер) (1995—1997)
- Игумения Анфиса (Шевердяева) (1997—2004)
- Игумения Евдокия (Левшук) (2004 — по настоящее время)